# The Menzingers
The Menzingers sind eine US-amerikanische Punk-Rock-Band aus Philadelphia.

## Bandgeschichte
Die Menzingers entstanden in der Kleinstadt Scranton aus den Punkbands Bob & the Sagets und Kos Mos. Die Mitglieder Tom May und Greg Barnett, beide Sänger und Gitarristen, Eric Keen am Bass und Schlagzeuger Joe Godino nahmen 2006 ein Demo auf und kamen so zu einem Plattenvertrag mit Go-Kart Records. Im Sommer des folgenden Jahres gaben sie ihr Debüt mit dem Album A Lesson in the Abuse of Information Technology. Nach dem Wechsel zum Label Red Scare erschien die EP Hold on Dodge und das zweite Album Chamberlain Waits mit Matt Allison als Produzent. Außerdem gingen sie 2009 mit Broadway Calls auf Tour. All das erhöhte zwar ihre Bekanntheit, brachte ihnen aber nicht den Durchbruch.
Erst als sie zu dem größeren Punklabel Epitaph Records wechselten, erhielt ihre Karriere einen Schub. Sie reiften musikalisch und das Album On the Impossible Past brachte ihnen 2012 Platzierungen in den Heatseeker- und den Indie-Charts in den USA. Zwei Jahre später erschien der Nachfolger Rented World, der ihnen die erste Platzierung in den offiziellen Albumcharts auf Platz 50 brachte. In den Indie-Charts kamen sie auf Platz 6.
Ihr fünftes Album benannten die Menzingers in Anspielung darauf, dass die Mitglieder inzwischen alle in ihren 30ern waren, After the Party. Anfang Februar 2017 wurde es veröffentlicht und es kam erneut in die offiziellen Billboard 200. In den Indie-Charts erreichte es Platz zwei und erstmals konnte sich die Band auch in den deutschen Albumcharts platzieren.

## Diskografie
Alben
- A Lesson in the Abuse of Information Technology (2007)
- Chamberlain Waits (2010)
- On the Impossible Past (2012)
- Rented World (2014)
- After the Party (2017)
- Hello Exile (2019)
- On the Possible Past (2022)
- Some of It Was True (2023)

EPs
- Hold On, Dodge! (2009)
- I Was Born (2010)
- The Obituaries (2011)
- Gates (2012)
- Electric Split (Split-CD mit den Bouncing Souls, 2013)
- Lookers (2016)